# Niphetogryllacris scurra
Niphetogryllacris scurra är en insektsart som först beskrevs av Heinrich Hugo Karny 1932.  Niphetogryllacris scurra ingår i släktet Niphetogryllacris och familjen Gryllacrididae. Inga underarter finns listade i Catalogue of Life.